# Botoroaga (gmina)
Botoroaga – gmina w Rumunii, w okręgu Teleorman. Obejmuje miejscowości Botoroaga, Călugăru, Târnava, Tunari i Valea Cireșului. W 2011 roku liczyła 5899 mieszkańców. 